# Temporada da ProB de 2020-21
A Temporada da ProB de 2020–21 foi a 14.ª edição da competição de terciária do basquetebol masculino da Alemanha segundo sua pirâmide estrutural. É organizada pela 2.Bundesliga GmbH sob as normas da FIBA e é dividida em ProB Sul e ProB Norte.

## Clubes Participantes
| ProB                       | ProB              | ProB                          | ProB        |
| Grupo Norte                | Grupo Norte       | Grupo Sul                     | Grupo Sul   |
| Clube                      | Localização       | Clube                         | Localização |
| -------------------------- | ----------------- | ----------------------------- | ----------- |
| ART Giants Düsseldorf      | Düsseldorf        | Arvato College Wizards        | Carlsrue    |
| BSW Sixers                 | Anhalt-Bitterfeld | Basketball Löwen              | Erfurt      |
| EN Baskets Schwelm         | Schwelm           | BBC Coburg                    | Coburgo     |
| ETV Hamburg                | Hamburgo          | Ahorn Camp BIS Baskets Speyer | Speyer      |
| Iserlohn Kangaroos         | Iserlohn          | Depant Gieẞen 46ers II        | Gieẞen      |
| Itzehoe Eagles             | Itzehoe           | Dresden Titans                | Dresda      |
| Lok Bernau                 | Bernau bei Berlin | Ebbecke White Wings Hanau     | Hanau       |
| RheinStars Köln            | Colônia           | EPG Baskets Koblenz           | Coblença    |
| TKS 49ers                  | Stahndorf         | FC Bayern München II          | Munique     |
| SC Rist Wedel              | Wedel             | Fraport Skyliners Junior      | Francoforte |
| VfL SparkassenStars Bochum | Bochum            | Orange Academy                | Ulm         |
| WWU Baskets Münster        | Münster           | TSV Oberhaching               | Oberhaching |

## Formato
A competição é disputada por 24 equipes divididas em dois torneios distintos de temporada regular, Sul e Norte, onde as equipes se enfrentam com jogos sendo mandante e visitante, determinando ao término desta as colocações do primeiro ao último colocados. Prevê-se a promoção à 2.Bundesliga ProA aos dois finalistas dos playoffs.

## Temporada Regular

### Tabela de Classificação

#### Norte
| Pos. | Clube                      | J  | V  | D  | Pts. | PF   | PC   | Dif. | Classificação |
| ---- | -------------------------- | -- | -- | -- | ---- | ---- | ---- | ---- | ------------- |
| 1    | VfL SparkassenStars Bochum | 22 | 19 | 3  | 38   | 2053 | 1839 | 214  | Playoffs      |
| 2    | Itzehoe Eagles             | 22 | 14 | 8  | 28   | 1911 | 1868 | 43   | Playoffs      |
| 3    | WWU Baskets Münster        | 22 | 14 | 8  | 28   | 1887 | 1713 | 174  | Playoffs      |
| 4    | BSW Sixers                 | 22 | 13 | 9  | 26   | 1647 | 1592 | 55   | Playoffs      |
| 5    | ART Giants Düsseldorf      | 22 | 13 | 9  | 26   | 1828 | 1804 | 24   | Playoffs      |
| 6    | EN Baskets Schwelm         | 21 | 11 | 10 | 22   | 1644 | 1587 | 57   | Playoffs      |
| 7    | TKS 49ers                  | 21 | 11 | 10 | 22   | 1686 | 1730 | -44  | Playoffs      |
| 8    | Iserlohn Kangaroos         | 22 | 11 | 11 | 22   | 1884 | 1897 | -13  | Playoffs      |
| 9    | RheinStars Köln            | 22 | 9  | 13 | 18   | 1818 | 1810 | 8    |               |
| 10   | SC Rist Wedel              | 22 | 6  | 16 | 12   | 1777 | 1914 | -137 |               |
| 11   | Lok Bernau                 | 22 | 6  | 16 | 12   | 1687 | 1817 | -130 |               |
| 12   | ETV Hamburg                | 22 | 4  | 18 | 8    | 1753 | 2004 | -251 |               |

#### Sul
| Pos. | Clube                         | J  | V  | D  | Pts. | PF   | PC   | Dif. | Classificação |
| ---- | ----------------------------- | -- | -- | -- | ---- | ---- | ---- | ---- | ------------- |
| 1    | Dresden Titans                | 21 | 17 | 4  | 34   | 1675 | 1572 | 103  | Playoffs      |
| 2    | BBC Coburg                    | 22 | 16 | 6  | 32   | 1863 | 1716 | 147  | Playoffs      |
| 3    | Depant Gieẞen 46ers II        | 22 | 14 | 8  | 28   | 1889 | 1807 | 82   | Playoffs      |
| 4    | Arvato College Wizards        | 22 | 13 | 9  | 26   | 1820 | 1742 | 78   | Playoffs      |
| 5    | Orange Academy                | 22 | 13 | 9  | 26   | 1755 | 1679 | 76   | Playoffs      |
| 6    | FC Bayern München II          | 22 | 12 | 10 | 24   | 1682 | 1589 | 93   | Playoffs      |
| 7    | EPG Baskets Koblenz           | 22 | 12 | 10 | 24   | 1784 | 1750 | 34   | Playoffs      |
| 8    | Ebbecke White Wings Hanau     | 21 | 10 | 11 | 20   | 1625 | 1618 | 7    | Playoffs      |
| 9    | Ahorn Camp BIS Baskets Speyer | 22 | 7  | 15 | 14   | 1766 | 1806 | -40  |               |
| 10   | Fraport Skyliners Junior      | 22 | 7  | 15 | 14   | 1559 | 1798 | -239 |               |
| 11   | TSV Oberhaching               | 22 | 6  | 16 | 12   | 1695 | 1844 | -149 |               |
| 12   | Basketball Löwen              | 22 | 4  | 18 | 8    | 1589 | 1781 | -192 |               |

## Grupos de Playoffs

### Oitavas de finais

#### Grupo 1
| Pos. | Clube                      | J | V | D | Pts. | PF  | PC  | Dif. | Classificação     |
| ---- | -------------------------- | - | - | - | ---- | --- | --- | ---- | ----------------- |
| 1    | VfL SparkassenStars Bochum | 3 | 3 | 0 | 6    | 281 | 227 | 54   | Quartas de finais |
| 2    | Ebbecke White Wings Hanau  | 3 | 2 | 1 | 4    | 242 | 261 | -19  | Quartas de finais |
| 3    | Arvato College Wizards     | 3 | 1 | 2 | 2    | 249 | 244 | 5    |                   |
| 4    | ART Giants Düsseldorf      | 3 | 0 | 3 | 0    | 233 | 273 | -40  |                   |

#### Grupo 2
| Pos. | Clube                | J | V | D | Pts. | PF  | PC  | Dif. | Classificação     |
| ---- | -------------------- | - | - | - | ---- | --- | --- | ---- | ----------------- |
| 1    | WWU Baskets Münster  | 3 | 3 | 0 | 6    | 249 | 193 | 56   | Quartas de finais |
| 2    | FC Bayern München II | 3 | 2 | 1 | 4    | 216 | 230 | -14  | Quartas de finais |
| 3    | BBC Coburg           | 3 | 1 | 2 | 2    | 235 | 238 | -3   |                   |
| 4    | TKS 49ers            | 3 | 0 | 3 | 0    | 207 | 246 | -39  |                   |

#### Grupo 3
| Pos. | Clube              | J | V | D | Pts. | PF  | PC  | Dif. | Classificação     |
| ---- | ------------------ | - | - | - | ---- | --- | --- | ---- | ----------------- |
| 1    | Dresden Titans     | 3 | 3 | 0 | 6    | 250 | 236 | 14   | Quartas de finais |
| 2    | BSW Sixers         | 3 | 2 | 1 | 4    | 245 | 229 | 16   | Quartas de finais |
| 3    | Iserlohn Kangaroos | 3 | 1 | 2 | 2    | 237 | 248 | -11  |                   |
| 4    | Orange Academy     | 3 | 0 | 3 | 0    | 229 | 248 | -19  |                   |

#### Grupo 4
| Pos. | Clube                  | J | V | D | Pts. | PF  | PC  | Dif. | Classificação     |
| ---- | ---------------------- | - | - | - | ---- | --- | --- | ---- | ----------------- |
| 1    | EN Baskets Schwelm     | 3 | 2 | 1 | 4    | 254 | 237 | 17   | Quartas de finais |
| 2    | Itzehoe Eagles         | 3 | 2 | 1 | 4    | 234 | 228 | 6    | Quartas de finais |
| 3    | Depant Gieẞen 46ers II | 3 | 1 | 2 | 2    | 255 | 253 | 2    |                   |
| 4    | EPG Baskets Koblenz    | 3 | 1 | 2 | 2    | 219 | 244 | -25  |                   |

### Quartas de finais

#### Grupo 5
| Pos. | Clube                      | J | V | D | Pts. | PF  | PC  | Dif. | Classificação     |
| ---- | -------------------------- | - | - | - | ---- | --- | --- | ---- | ----------------- |
| 1    | VfL SparkassenStars Bochum | 3 | 2 | 1 | 4    | 285 | 270 | 15   | Quartas de finais |
| 2    | WWU Baskets Münster        | 3 | 2 | 1 | 4    | 257 | 246 | 11   | Quartas de finais |
| 3    | Ebbecke White Wings Hanau  | 3 | 1 | 2 | 2    | 245 | 258 | -13  |                   |
| 4    | FC Bayern München II       | 3 | 1 | 2 | 2    | 233 | 246 | -13  |                   |

#### Grupo 6
| Pos. | Clube              | J | V | D | Pts. | PF  | PC  | Dif. | Classificação     |
| ---- | ------------------ | - | - | - | ---- | --- | --- | ---- | ----------------- |
| 1    | Itzehoe Eagles     | 3 | 2 | 1 | 4    | 260 | 226 | 34   | Quartas de finais |
| 2    | EN Baskets Schwelm | 3 | 2 | 1 | 4    | 222 | 196 | 26   | Quartas de finais |
| 3    | Dresden Titans     | 3 | 2 | 1 | 4    | 231 | 226 | 5    |                   |
| 4    | BSW Sixers         | 3 | 0 | 3 | 0    | 192 | 257 | -65  |                   |

### Semifinal
| Time 1                     | Agregado  | Time 2              | 1º Jogo | 2º Jogo |
| -------------------------- | --------- | ------------------- | ------- | ------- |
| VfL SparkassenStars Bochum | 181 - 173 | WWU Baskets Münster | 84 - 89 | 97 - 86 |
| Itzehoe Eagles             | 171 - 155 | EN Baskets Schwelm  | 74 - 71 | 97 - 84 |

#### Final
| Time 1                     | Agregado | Time 2         | 1º Jogo | 2º Jogo |
| -------------------------- | -------- | -------------- | ------- | ------- |
| VfL SparkassenStars Bochum | -        | Itzehoe Eagles |         |         |

## Promoção e rebaixamento

### Promovidos para aPro A
- Finalistas da competição:VfL SparkassenStars Bochum, Itzehoe Eagles

## Artigos relacionados
- Bundesliga
- 2.Bundesliga ProA
- Regionalliga
- Seleção Alemã de Basquetebol